# Mordhau (armes)
Pour le jeu vidéo homonyme, voir Mordhau.
 (janvier 2023).

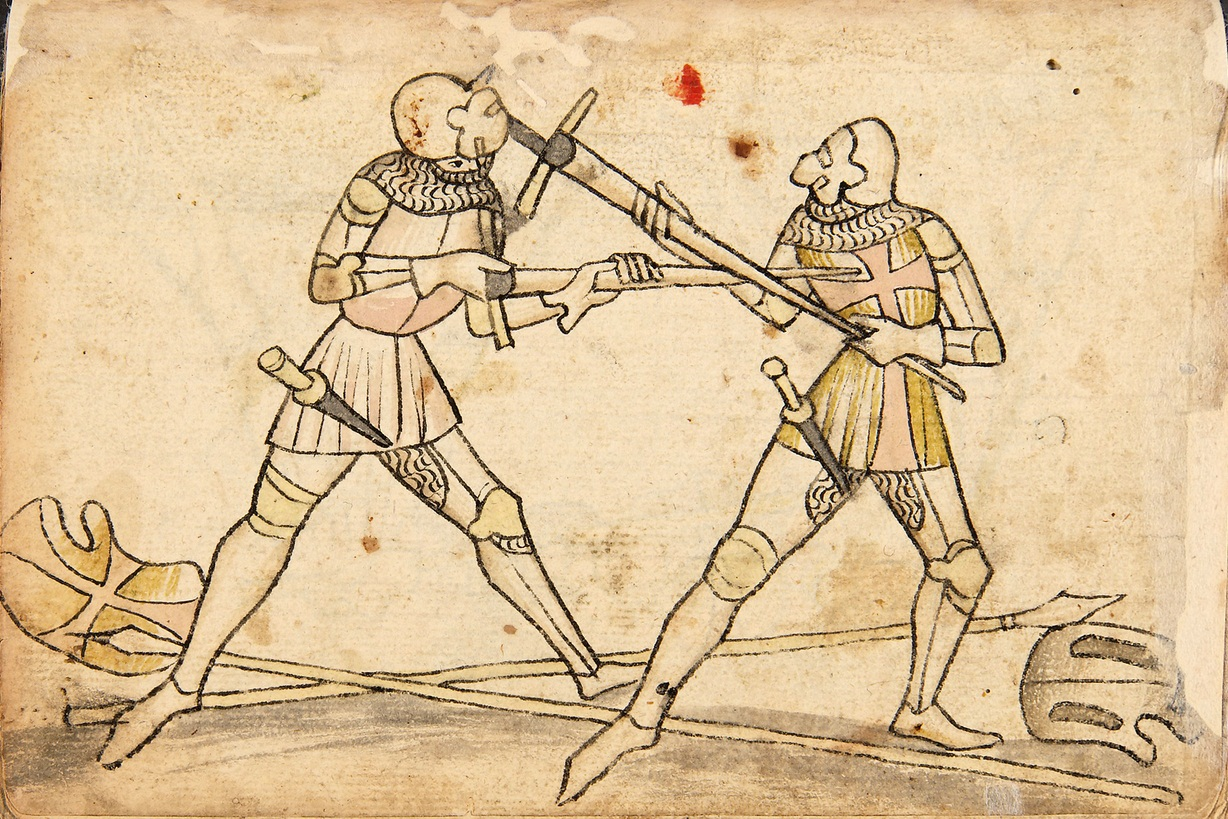
Page du Codex Wallerstein montrant un coup de demi-épée (gauche) contre un mouvement de Mordhau (droite) (planche 214).

Dans l'école allemande de maîtrise de l'épée, Mordhau, alternativement Mordstreich ou Mordschlag (lit., allemand : « meurtre-coup »), est une technique de demi-épée consistant à tenir l'épée inversée, avec les deux mains en agrippant la lame, et en frappant l'adversaire avec le pommeau ou la garde. Cette technique permet à l'épéiste d'utiliser l'épée comme une masse ou un marteau. La prise Mordhau est principalement utilisée dans les combats en armure de plates, bien qu'elle puisse être utilisée pour surprendre un adversaire au corps-à-corps.